# Atelopus sanjosei
Atelopus sanjosei är en groddjursart som beskrevs av Juan A. Rivero och Marco Antonio Serna 1989. Atelopus sanjosei ingår i släktet Atelopus och familjen paddor. IUCN kategoriserar arten globalt som otillräckligt studerad. Inga underarter finns listade.